# Drita Pelingu
Drita Pelingu, znana też jako Drita Pelinku właśc. Drita Kripa (ur. 3 grudnia 1926 we Wlorze, zm. 2 października 2013 w Tiranie) – albańska aktorka, reżyserka i krytyk teatralny.

## Życiorys
Pochodziła z zamożnej rodziny kupieckiej z Wlory. Ukończyła prestiżową szkołę dla dziewcząt Nana Mbretneshe w Tiranie, by w 1944 kontynuować naukę w szkole teatralnej (w której była jedyną kobietą). W 1946 rozpoczęła pracę w Teatrze Ludowym (alb. Teatri Popullor), jednocześnie ucząc się w szkole artystycznej Jordan Misja. Na scenie narodowej zagrała blisko 110 ról, m.in. w repertuarze szekspirowskim, molierowskim i w sztukach Brechta. W latach 70. uczyła sztuki aktorskiej studentów Uniwersytetu Tirańskiego, a potem została wykładowcą Akademii Sztuk. W roku 1982 zadebiutowała na scenie teatru we Wlorze, w roli reżysera, przygotowując dramat Pavdekesia. Zajmowała się też krytyką teatralną, pisząc do pisma Skena dhe ekrani (Scena i ekran). Występy na scenie zakończyła w 2003, po 57 latach pracy. Mimo zaawansowanego wieku nadal udzielała lekcji gry aktorskiej.
Zagrała epizodyczną rolę w filmie Tana, w 1977 wystąpiła w roli Halli w filmie Njeriu me top. Potem zagrała jeszcze w 8 filmach fabularnych. Jednym z nich był film grecki Efimeri poli, w reżyserii Giorgiosa Zafirisa. Pracowała także jako asystent reżysera.
Za swoją działalność artystyczną została uhonorowana przez władze Albanii tytułem Zasłużonego Artysty (alb. Artist i Merituar), a także orderem im. Naima Frasheriego III kl. Otrzymała także honorowe obywatelstwo Wlory.
Jej mężem był Hysen Pelingu - wokalista i solista Teatru Opery i Baletu w Tiranie, miała córkę Orę. Zmarła po długiej chorobie. Spoczywa na cmentarzu Sharre w Tiranie. Imię artystki nosi jedna ze szkół w Tiranie.

## Role filmowe
- 1958: Tana jako młoda muzułmanka
- 1977: Njeriu me top jako Halla
- 1978: Kur hidheshin themelet jako Budja
- 1978: Vajzat me kordele të kuqe jako pani Cavallero
- 1979: Pertej mureve te gurta jako matka Ramiza
- 1979: Radiostacioni jako Mukadezi
- 1981: Shtëpia jonë e përbashkët jako Vita
- 1982: Era e ngrohtë e thellësive jako matka Arbena
- 1986: Fjale pa fund jako matka Bardhyla
- 1987: Zevendesi i grave
- 1988: Shpresa jako matka Piro
- 2000: Efimeri poli jako babka
- 2008: Sekretet jako matka Landiego